# Sanofi
Sanofi S.A. är ett franskt läkemedelsföretag, med huvudkontor i Paris. Sanofi bildades 2004 genom en sammanslagning av Sanofi-Synthélabo och Aventis. Det är ett av de största läkemedelsföretagen i världen, med en omsättning på ca 27 miljarder euro.

## Forskning
Sanofi har ett flertal anläggningar för forskning och utveckling runt om i världen. I Sverige genomför företaget kliniska läkemedelsstudier inom flera olika terapiområden och den kliniska prövningsavdelningen gör studier i fas II-III. Även kliniska prövningar på registrerade läkemedel, fas IV studier samt s.k. "Real Life"-uppföljningar utförs.
Pågående och avslutade studier finns beskrivna i databasen Clinical Trials.gov

## Produkter
- Lantus (insulin glargin) - långverkande insulin för behandling av diabetes.
- Apidra (insulin glulisin) - snabbverkande insulin för behandling av diabetes.
- Klexane (enoxaparinnatrium) - akut behandling vid hjärtinfarkt, propp i lungan eller benet (trombos) samt förebyggande av blodpropp vid kirurgi eller annan sjukdom som förhindrar mobilisering.
- Plavix (klopidogrel) - Förebygger nya blodproppar efter hjärtinfarkt eller stroke samt benartärsjukdom. Trombocytaggregation
- Aprovel (irbesartan) - behandling av högt blodtryck (hypertoni) och för att skydda njurarna hos patienter med högt blodtryck och typ 2 diabetes med nedsatt njurfunktion, påvisad i laboratorieprov.
- Stilnoct (zolpidem) - mot sömnlöshet (insomningssvårigheter)
- Eloxatin (oxaliplatin) - cytostatika används för behandling av cancer i tjocktarm (kolon).
- Taxotere (docetaxel) - cytostatika, hämmar tumörtillväxt. Är godkänt att användas vid bröstcancer, hormonrefraktär prostatacancer, icke-småcellig lungcancer, metastaserande magsäckscancer och huvud-halscancer.
- Orudis gel (ketoprofen) - Smärtstillande och inflammationsdämpande medel vid muskel- och ledskador, tex sportskador.
- Copaxone (glatirameracetat) - används vid skovvis förlöpande MS (multipel skleros)

Utförlig produktinformation finns på Fass.se.